# Майско дърво
Майските дървета са големи, украсени дървета, клони или дървени греди, които собствениците на къщи и дворове в много региони на Германия, Австрия, Чехия и Словакия поставят. В много случаи майското дърво се изправя в центъра на населеното място.
Майското дърво се прави или всяка година различно или се използва същото дърво за повече години. Всяка година обаче му се поставя нова корона. В Източна Фризия (регион в Германия) например, дървото се съхранява във вода и се изважда през май. В повечето случаи кората на майските дървета се обелва и то се окрасява с цветни гирлянди, иглички от иглолистни дървета и цветна хартия. В други региони не ги украсяват и ги оставят в естествения им вид, с кора. В горния край на дървото се закача венец, а на върха – корона.
Произходът на обичая с майското дърво все още е неясен и е оспорван, но то произхожда по всяка вероятност от древните германски племена. Преди християнизацията, старите германи са почитали горски божества, на които се кланяли в различни ритуали. Освен майските дървета, украсените коледни елхи, които се срещат по цял свят, водят произхода си от ритуалите на древните германи.